# Depresión Litoral Catalana
| Pirineo Prepirineo Depresión central catalana Pequeñas estribaciones en la depresión central | Cordillera transversal Cordillera prelitoral Cordillera litoral Depresiones litoral y prelitoral y otras llanuras costeras |

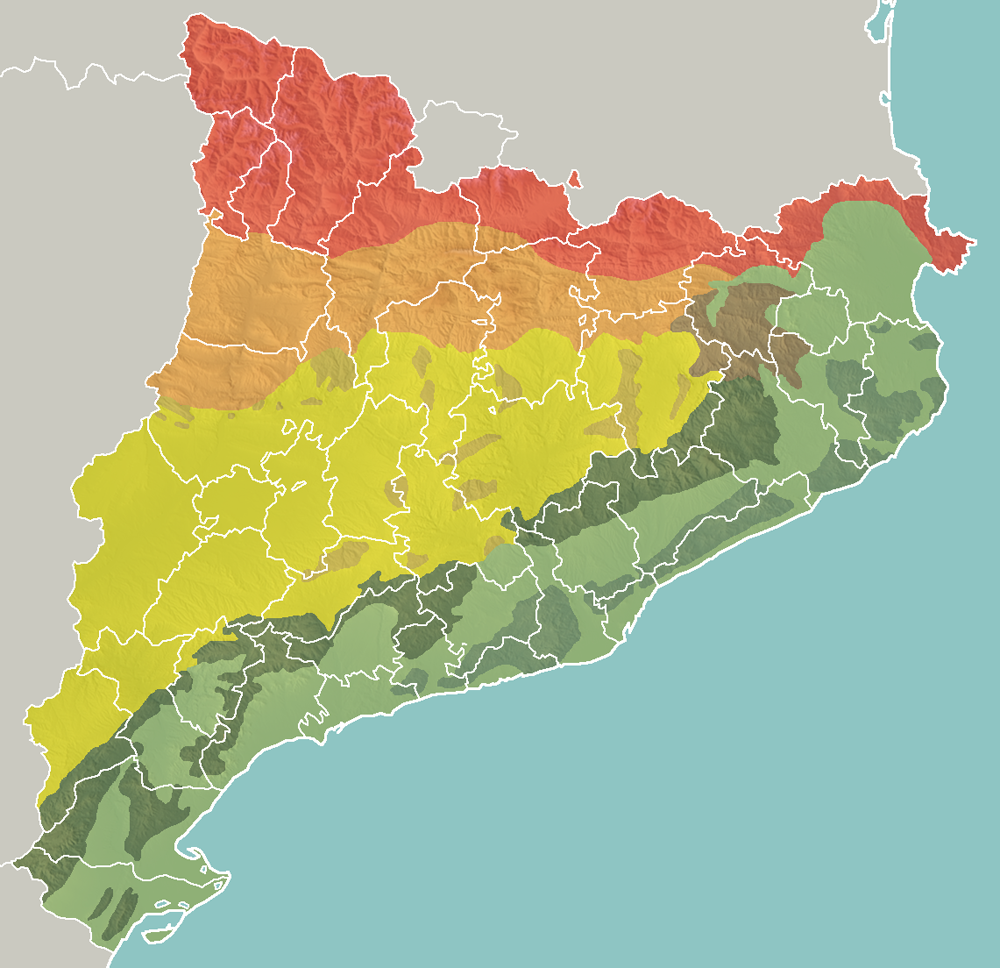
Unidades morfoestructurales de Cataluña:

La depresión litoral catalana (en catalán, Depressió Litoral) es una depresión situada entre la costa y la cordillera Litoral Catalana y que comprende gran parte de las comarcas del Barcelonés (Barcelonès) y el Maresme.